# Doriopsilla spaldingi
Doriopsilla spaldingi is een slakkensoort uit de familie van de Dendrodorididae. De wetenschappelijke naam van de soort is voor het eerst geldig gepubliceerd in 1998 door Valdés & Behrens.